# Inno (album)
Inno è il diciottesimo album di inediti della cantautrice italiana Gianna Nannini, pubblicato il 15 gennaio 2013 dall'etichetta discografica Sony.

## Descrizione
Viene reso disponibile inoltre il brano Baciami qui per chi acquista il biglietto per una data dell'Inno Tour 2013. Sul biglietto viene stampato un codice da utilizzare per il download gratuito del brano sul sito ufficiale dall'8 gennaio 2013.
Il brano Inno è stato scelto dall'allora segretario del Partito Democratico, Pier Luigi Bersani, come l'inno ufficiale della campagna elettorale del PD per le elezioni politiche del febbraio 2013.
All'interno del libretto del disco si possono trovare alcuni versi composti dalla cantante, intitolati Profumo di vino.

## Tracce
1. Chorale (Musica: Gianna Nannini) – 0:20
2. Indimenticabile (Testo: Gianna Nannini, Pacifico - Musica: Gianna Nannini) – 3:18
3. Nostrastoria (Testo: Tiziano Ferro - Musica: Gianna Nannini) – 4:19
4. Danny (Testo e Musica: Gianna Nannini) – 3:31
5. Ninna nein (Testo: Gianna Nannini, Pacifico - Musica: Gianna Nannini) – 3:40
6. In the Rain (Testo: Gianna Nannini, Pacifico - Musica: Gianna Nannini) – 3:54
7. Scegli me (Testo e Musica: Gianna Nannini) – 3:17
8. Inno (Testo: Gianna Nannini, Pacifico - Musica: Gianna Nannini) – 3:21
9. La fine del mondo (Testo: Gianna Nannini - Musica: Gianna Nannini, Michael Busbee, Steven McMorran & Justin Gray) – 3:45
10. Dimmelo chi sei (Testo: Gianna Nannini, Isabella Santacroce - Musica: Gianna Nannini) – 3:03
11. Lasciami stare (Testo: Gianna Nannini, Pacifico - Musica: Gianna Nannini) – 3:46
12. Tornerai (Testo: Gianna Nannini, Isabella Santacroce - Musica: Gianna Nannini) – 3:06
13. Sex drugs and beneficenza (Testo e Musica: Gianna Nannini) – 3:15

iTunes Bonus track
14. In camera mia (Testo e Musica: Gianna Nannini) – 2:39
Extra Track
15. Baciami qui (Testo e Musica: Gianna Nannini) – 2:56

## Formazione
- Gianna Nannini - voce, sintetizzatore
- Davide Tagliapietra - chitarra
- Francis Hylton - basso
- Peter Gordeno - tastiera, pianoforte
- Christian Eigner - batteria
- Will Malone - archi

## Singoli
1. La fine del mondo (7 dicembre 2012)
2. Nostrastoria (18 gennaio 2013)
3. Indimenticabile (3 aprile 2013)
4. Scegli me (31 maggio 2013)
5. In the Rain (14 settembre 2013)
6. Inno (6 dicembre 2013)

## Classifiche

### Classifiche settimanali
| Classifica (2013) | Posizione massima |
| ----------------- | ----------------- |
| Austria           | 38                |
| Italia            | 1                 |
| Germania          | 60                |
| Svizzera          | 7                 |

### Classifiche di fine anno
| Classifica (2013) | Posizione |
| ----------------- | --------- |
| Italia            | 20        |